# Andreï Popov (acteur)
Pour les articles homonymes, voir Popov et Andreï Popov.
Andreï Alekseïevitch Popov (en russe : Андре́й Алексе́евич Попо́в), né le 12 avril 1918 à Kostroma et mort le 10 juin 1983 à Moscou, est un acteur de théâtre et de cinéma, et metteur en scène soviétique.

## Biographie
Né à Kostroma, Andreï Popov est le fils du metteur en scène Alekseï Popov. En 1939, il sort diplômé du studio d'art dramatique au sein du Théâtre central de l'Armée rouge. En 1940, il devient acteur de ce théâtre dirigé alors par son père, qui sera remplacé en 1960 par Alexandre Dounaïev. Andreï Popov prendra la direction du théâtre en 1963 et restera à ce poste jusqu'en 1974.
Sa carrière au cinéma commence en 1947, dans le film de Vera Stroeva Marite consacré à Marytė Melnikaitė, une jeune résistante lituanienne. Par la suite, il travaille sous la direction des réalisateurs comme Grigori Rochal (Moussorgski, 1950), Mikhaïl Tchiaoureli (L'Inoubliable 1919, 1951), Mikhaïl Kalatozov (Rafales hostiles, 1953), Sergueï Ioutkevitch (Otello, 1956) ou encore Sergueï Kolossov (La Mégère apprivoisée, 1961).

## Filmographie sélective
- 1947 : Marite (Марите) de Vera Stroeva : Mykolas
- 1951 : L'Inoubliable 1919 (Незабываемый 1919 год) de Mikhaïl Tchiaoureli : Nikolaï Neklioudov
- 1954 : Allumette suédoise (Шведская спичка) de Konstantin Youdine : Dukovski
- 1955 : Othello (Отелло) de Sergueï Ioutkevitch : Iago
- 1957 : (Гуттаперчивый мальчик) de Vlfdimir Guerassimov : le comte Listomirov
- 1961 : La Mégère apprivoisée (Укрощение строптивой, Ukrochtchenie stroptivoï) de Sergueï Kolossov : Petruchio
- 1963 : Vsio ostaiotsia lioudiam (Всё остаётся людям) de Gueorgui Natanson : père Séraphin
- 1968 : Étoiles de jour (Дневные звёзды) de Igor Talankine : père d'Olga Bergholtz
- 1968 : Le Septième Compagnon (Седьмой спутник, Sedmoï spoutnik) de Alexeï Guerman : Adamov
- 1972 : La Maitrise du feu (Укрощение огня) de Daniil Khrabrovitski : Nikolaï Logounov
- 1974 : Le Dit du cœur humain (Повесть о человеческом сердце) de Daniil Khrabrovitski : Sergueï Krymov
- 1979 : Quelques jours de la vie d'Oblomov (Несколько дней из жизни Обломова) de Nikita Mikhalkov : Zakhar

## Distinctions
- Prix Staline de 2e classe (1950), pour le rôle de Slezkine dans le spectacle Steppe immense de Nikolaï Vinnikov au Théâtre académique central de l'Armée russe
- Artiste émérite de la RSFSR (1954)
- Artiste du peuple de la RSFSR (1959)
- Artiste du peuple de l'URSS (1965)
- Ordre du Drapeau rouge du Travail (1967)
- Ordre de la révolution d'Octobre (1978)